# Filharmonia Poznańska

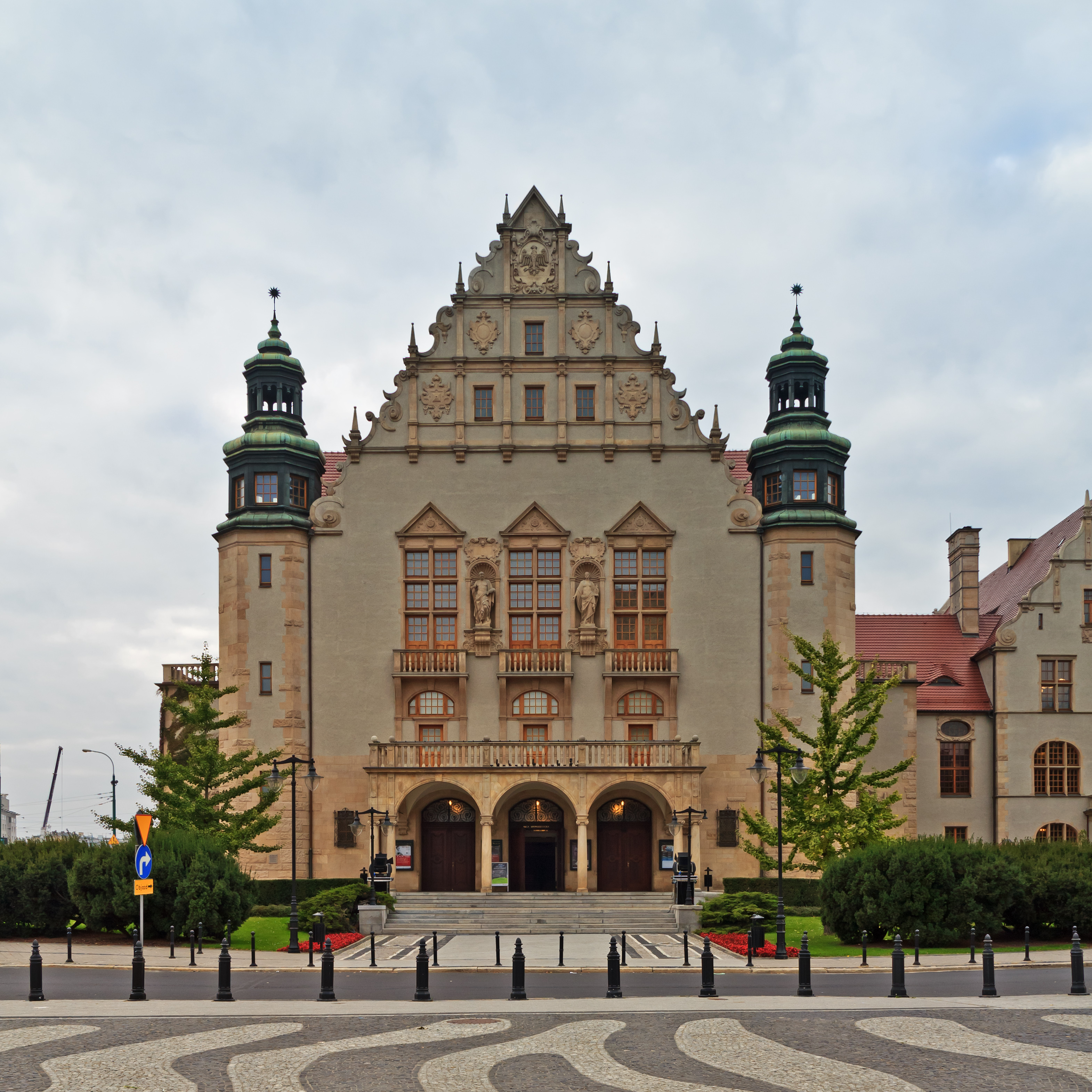
Phòng hòa nhạc Filharmonia Poznańska

Filharmonia Poznańska im. Tadeusza Szeligowskiego là một tổ chức văn hóa khu vực được thành lập năm 1947 theo sáng kiến của Tadeusz Szeligowski, dưới hình thức dàn nhạc giao hưởng (philhamonic) ở Poznań. Đây là một trong hai dàn nhạc nổi tiếng ở tỉnh Wielkopolskoe.

## Lịch sử

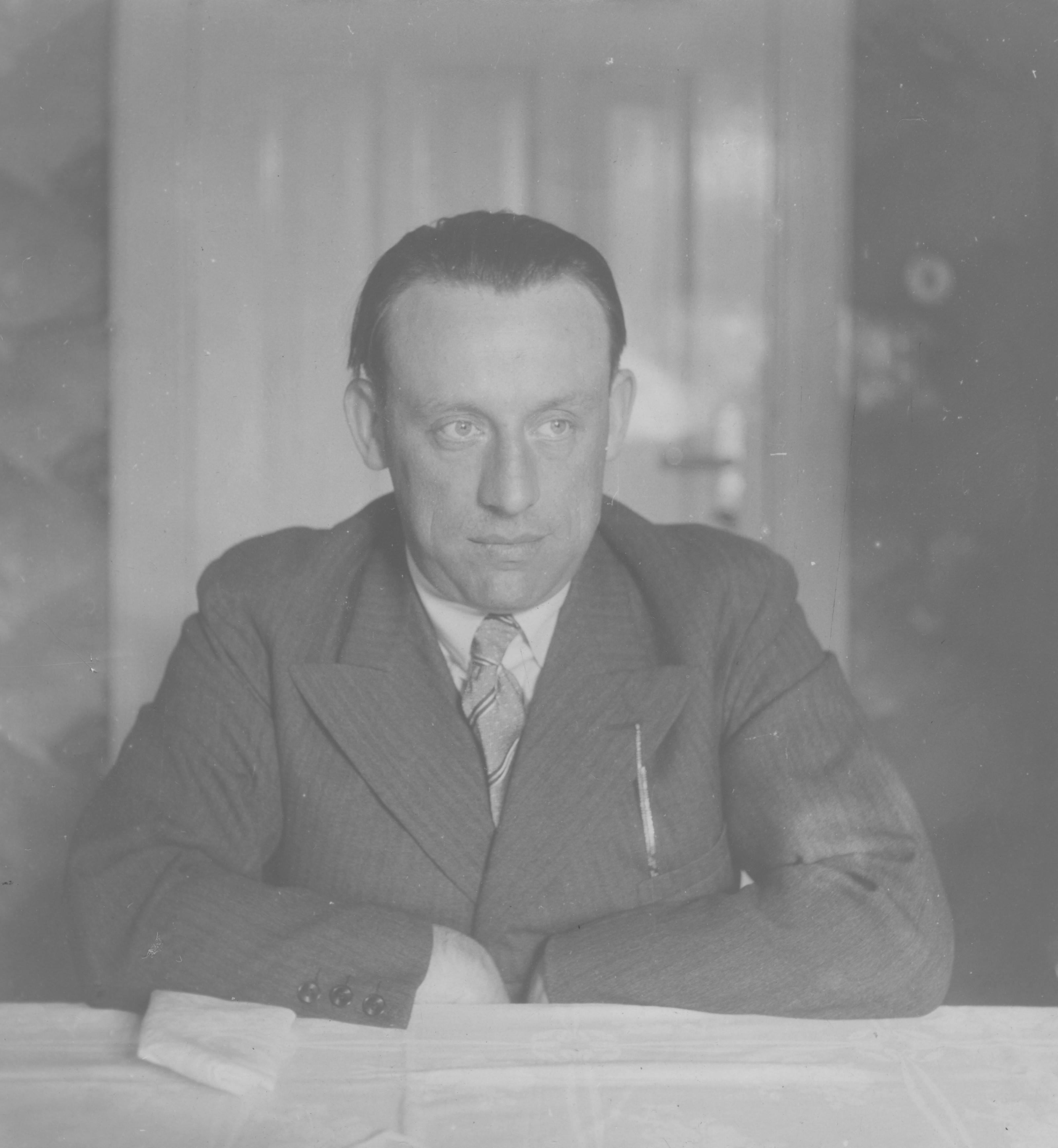
Tadeusz Szeligowski

Ngày 10 tháng 11 năm 1947 dưới sự chỉ đạo của Stanisław Wisłocki, tổ chức văn hóa Filharmonia Poznańska được thành lập. Tháng 3 năm 1950, Dàn hợp xướng Poznańskie Słowiki, đứng đầu là Stefan Stuligrosz, bắt đầu hoạt động tại tổ chức này. Tổ chức được kết nối với Yêu cầu trợ giúp sửa đổilễ hội âm nhạc đương đại của Ba Lan mang tên "Mùa xuân thành phố Poznań". Đây cũng là một sáng kiến khác của Szeligowski.
Phòng hòa nhạc của Filharmonia Poznańska là Hội trường của Đại học Adam Mickiewicz. Đây được coi là một trong những nơi tốt nhất để đào tạo âm học ở Ba Lan. 

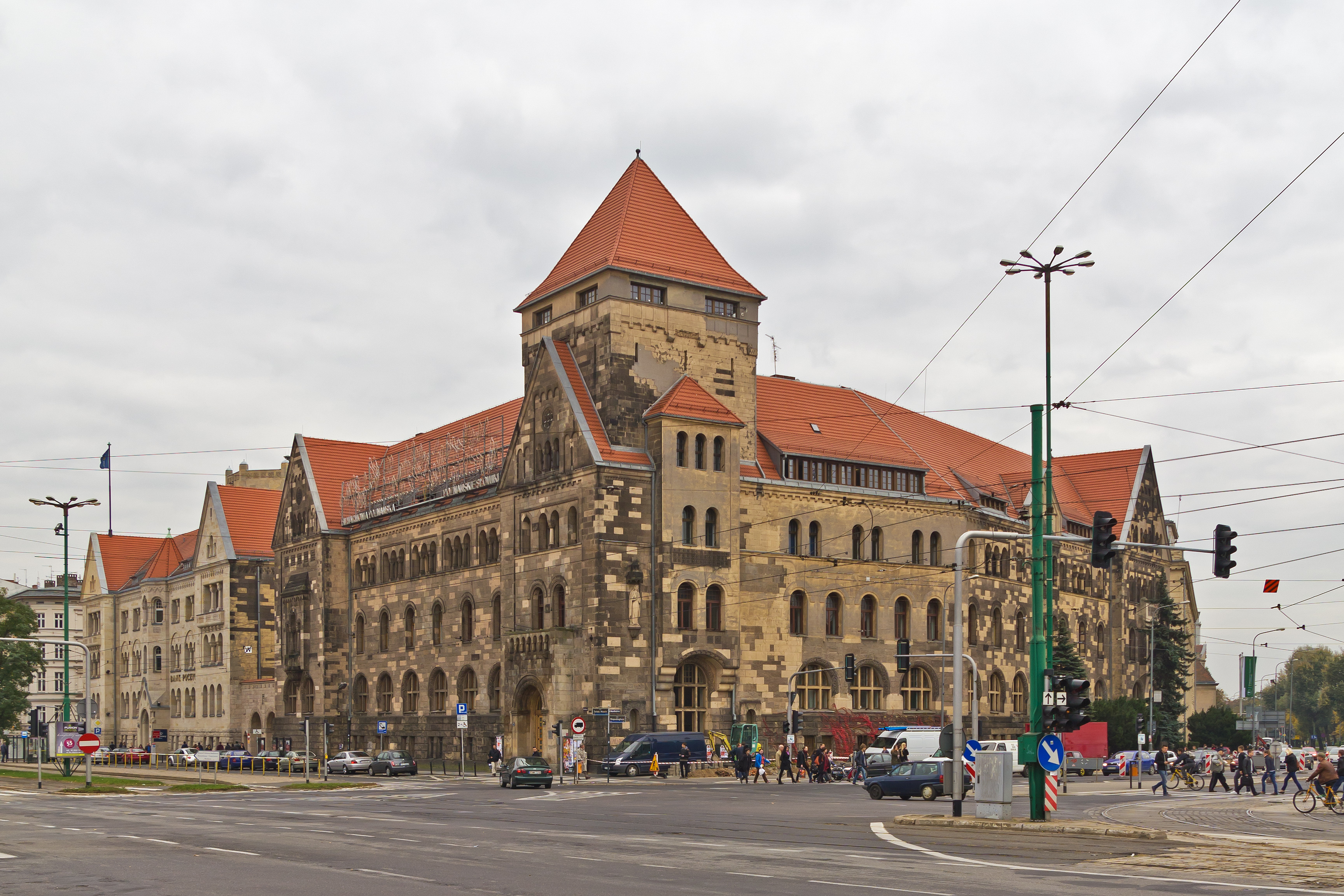
Tòa nhà Filharmonia Poznańska tại Aleja Niepodległości

Qua nhiều năm, Filharmonia Poznańska được dẫn dắt bởi Jerzy Katlewicz, Robert Satanowski, Witold Krzemieński, Zdzisław Szostak, Renard Czajkowski, Wojciech Rajski, Wojciech Michniewski, Andrzej Borejko, Mirosław Jacek Blaszczyk, José Maria Florêncio, Grzegorz Nowak.
Một số nghệ sĩ kiết xuất: Hermann Abendroth, Stanisław Skrowaczewski, Roberto Benzi, Carlo Zecchi cùng với Arthur Rubinstein, Mstisław Rostropowicz, Martha Argerich, Henryk Szeryng, Dawid Ojstrach, Światosław Richter, Malcolm Frager, Monique Haas, Jean Fournier, Narciso Yepes, Gidon Kremer, Maurizio Pollini, Krystian Zimerman, Garrick Ohlsson, Stefania Toczyska, Ewa Podleś, Joanna Kozłowska, Ryszard Karczykowski, Wiesław Ochman, Wojciech Drabowicz, Robert McDuffie, Nikolaj Znaider.

## Nhạc trưởng
Sau đây là danh sách các Nhạc trưởng của Dàn nhạc Giao hưởng Filharmonia Poznańska (theo trình tự thời gian):
1. Stanisław Wisłocki
2. Jerzy Katlewicz
3. Robert Satanowski
4. Witold Krzemieński
5. Zdzisław Szostak
6. Renard Czajkowski
7. Wojciech Rajski
8. Wojciech Michniewski
9. Andrey Boreyko
10. Mirosław Jacek Błaszczyk
11. Jose Maria Florêncio